# Defensive back
Defensive back, tylny obrońca – pozycja zawodnika formacji obrony drużyny futbolu amerykańskiego i kanadyjskiego.
Zadaniem tylnych obrońców jest niedopuszczanie skrzydłowych ataku do przejęcia podań. Ponadto, podobnie do innych zawodników obrony, tylni mogą także szarżować biegaczy i rozgrywającego.
Terminem "tylny obrońca" określa się kilka różnych pozycji zawodników obrony, w tym różnych Free Safety oraz cornerback.

## Strong safety (SS) oraz free safety (FS)
Zawodnicy na tych pozycjach to ostatnia linia obrony. Kiedy zawiodą inni zawodnicy, to właśnie ci gracze są ostatnią deską ratunku dla obrony. Strong safety oraz free safety ustawieni są najdalej od linii wznowienia gry (LOS). Zazwyczaj potrafią bardzo skutecznie, a zarazem z dużym impetem zatrzymywać zawodników z piłką – dlatego często mówi się o nich "big hitters" (czyli zawodnicy silnie uderzający). Strong safety gra po stronie tight enda formacji ataku i jego głównym zadaniem jest zatrzymywanie akcji biegowej. Free Safety ma bardziej swobodną rolę – jego zadaniem jest znalezienie zawodnika z piłką bądź miejsca, w którym będzie miał największą szansę przerwać akcję ofensywną przeciwnika.

## Cornerback (CB)
Zadaniem tych zawodników jest krycie skrzydłowych drużyny przeciwnej. Najlepiej, jeśli uda im się przechwycić piłkę rzuconą przez rozgrywającego lub przynajmniej uniemożliwić skrzydłowym jej złapanie. Zawodnicy tej formacji powinni być bardzo szybcy i zwrotni.